# Творителен падеж
Творителен падеж, или инструментал (на латински: casus instrumentalis), е падеж, обозначаващ предмет като средство, чрез което се извършва глаголното действие.

## В славянските езици
В славянските езици творителният падеж се съчетава с глаголи, съществителни и прилагателни имена. Притежава широк кръг от значения: освен оръдие на действието може да означава място и време, най-общо начин на извършване на глаголното действие.

### При обстоятелствена употреба

#### Творителен за място
Творителният за място посочва мястото, където се осъществява действието:
рус.: Еду полем. (Пътувам през полето.) Иду берегом. (Вървя по брега.)
ст.б.:      (ще приготви Твоя път пред Тебе) (Матей, 11:10).
хърв.: Putujem autocestom. (Пътувам по магистралата.)
Svakodnevno se vozim Župančićevom ulicom. (Всеки ден карам по улица „Жупанчич“.)

#### Творителен за време
Творителният за време указва времето на извършване на действието:
рус.: Ранним утром он уходил в поле. (Рано сутрин той тръгваше за полето.)
ст.б.:      (нощем песен ще Му пея) (Псалтир, 41:9).
хърв.: Vatrogasci rade danju, noću, vikendima i blagdanima.
(Пожарникарите работят денонощно, в почивни и празнични дни.)

#### Творителен за оръдие на действието
Творителният за оръдие на действието посочва средството, чрез което се извършва действието:
рус.: Пишу карандашом. (Пиша с молив.) Рублю топором. (Сека с брадва.)
ст.б.:   (давам знак с ръка).
хърв.: Starac odmahuje glavom. (Старецът кима с глава.) Pas zamahne repom. (Кучето маха с опашка.)

#### Творителен за начин на действие
Тази разновидност на творителния падеж дава качествена характеристика на действието:
рус.: Иду быстрыми шагами. (Вървя с бързи крачки.) Дождь полил ручьями. (Изля се пороен дъжд.)
ст.б.:     (с радостно лице в отговор рече).
хърв.: Hepatitis C uzrokuje oboljenje jetra sporim tijekom.
(Хепатит C бавно причинява заболяване на черния дроб.)

#### Творителен за количество
Творителният за количество описва действието откъм количествената му страна:
рус.: продавать десятками (продавам с десетки), брать сотнями (взимам със стотици).
ст.б.:    (даде плод стократно) (Лука, 8:8).
хърв.: Lišće masline tisućama godina bilo korišteno kao antimikrobni proizvod.
(Листата на маслината хиляди години са се използвали като противомикробно средство.)

#### Творителен за ограничение
Творителният за ограничение посочва областта на проява на даден признак:
рус.: сильный духом (силен духом).
ст.б.:    (ще спаси душата си).
хърв.: čovjek klonuo duhom (човек, паднал духом).

#### Творителен за причина
Тази разновидност на творителния падеж посочва причината на действието:
ст.б.:   (от глад умирам).

#### Творителен за сравнение
Творителният за сравнение посочва чрез подобие степента или характера на действието:
рус.: лететь стрелой (летя като стрела).

### При необстоятелствена употреба

#### Творителен за обект
Творителният за обект посочва предмет, с чиято помощ се върши действието:
рус.: наполнить водой (да напълня с вода), снабдить деньгами (да снабдя с пари).
хърв.: Priroda je dječakak obdarila razboritošću. (Природата е надарила момчето с остър ум.)
Тази разновидност на творителния падеж е подобна на творителния за оръдие на действието, затова се превежда на български с предлога с.

#### Творителен определителен
Творителният определителен посочва признак на предмета:
рус.: сапоги бутылками (ботуши като бутилки), хвост трубой (опашка като тръба).
Подобен е на творителния за сравнение, обаче се явява в изречението като определение, а не като обстоятелствено пояснение.

#### Творителен полупредикативен
Творителният полупредикативен посочва възрастов период от живота:
рус.: Ребёнком он долго болел. (Като дете той боледуваше дълго.)
Подобен е на творителния за време, но за разлика от него може да се схване не само като обстоятелствено пояснение, но и като сказуемно определение.

#### Творителен предикативен
Творителният предикативен се използва за именната част на съставно сказуемо и за сказуемното определение на подлога:
рус.: Стал инженером. (Стана инженер.) Работает продавцом. (Работи като продавач.)
ст.б.:      (и няма да има сирачета).
хърв.: Crnooka mladica bijaše gotovo djetetom. (Чернооката девойка беше почти дете.)

#### Творителен функционален
Творителният функционален посочва признак, създаден не от самото лице или предмет, а предизвикан или приписан от другиго:
рус.: Его назначили управдомом. (Назначиха го за домоуправител.)
рус.: Мак считают снотворным средством. (Смятат мака за сънотворно средство.)
Използва се за сказуемното определение на допълнението.

#### Творителен на деятеля
Посочва логическия вършител на действието в страдателен залог:
рус.: Ошибка была допущена учеником. (Грешката беше допусната от ученика.)

#### Творителен за съдържание
Творителният за съдържание уточнява значението на глагола,
като посочва обекта или областта на разпространение:
рус.: наслаждаться семейным счастьем (наслаждавам се на семейно щастие).
ст.б.:     (ти властваш над морска държава).
хърв.: Bavimo se uslužnim djelatnostima. (Занимаваме се с услуги.)

### Остатъци от творителен падеж в съвременния български език
В съвременния български език се срещат наречия, получени от съществителни в творителен падеж:
денем, нощем, редом, гърбом, ходом, бегом и др.